# Palcoscenico (programma televisivo)
Palcoscenico è stato un programma televisivo trasmesso dalla Rete 1 per tre puntate dal 27 dicembre 1980 al 10 gennaio 1981 come varietà in prima serata del sabato.

## Il programma
Autori ed ideatori del programma erano i registi Antonello Falqui e Michele Guardì.
Realizzato al Teatro delle Vittorie di Roma, il varietà era ambientato in una sorta di cafè chantant immerso in una scenografia minimalista ed essenziale, con Milva che si esibiva in numerosi numeri musicali e cantava anche Fumo e odore di caffè, la sigla di coda, accompagnata da Astor Piazzolla.
Il programma vedeva la partecipazione fissa di Oreste Lionello, che animava i momenti comici e recitativi del programma, l'Orchestra di musica leggera della Rai diretta da Gianni Ferrio, il coro dei 10+10 di Nora Orlandi, il corpo di ballo Danza prospettiva di Vittorio Biagi ed Helene Diolot, più una compagnia di artisti denominata Gente di palcoscenico, formata da Nando Orfei, Marina Cinti, Carlo Alberto Cherubini, Gian Carlo Colombaroni, Damon, Elisabetta Dessy Di Biasi, Grazia Di Marzà, Laura Giacomelli, Marco Mastantuono, Patrizia Mollesena Del Monte, Iler Niemen, Agostino Romeo, Filippo Ruffa, Marcello Stramacci, Anna Verrelli, Alberto Uzan, Tino Ventura, che cantavano anche la sigla iniziale Gente di palcoscenico, firmata da Guardì e Gianni Ferrio.
Il programma è considerato come una sorta di embrione e di prototipo di quello che due anni più tardi diventerà Al Paradise, varietà di grande successo di Falqui e Guardì, che manteneva quasi lo stesso cast artistico.